# ウェストランド・タイ・ポウティニ国立公園
ウェストランド・タイ・ポウティニ国立公園（Westland Tai Poutini National Park）とは、ニュージーランドの南島にあるアオラキ/マウント・クック国立公園の西隣に位置する国立公園。1960年に国立公園に指定された。面積は1,175km2で、南アルプス山脈の氷河が公園に含められている。多くの湖、さらに沿岸に沿って古い金採掘現場もある。

## 自然

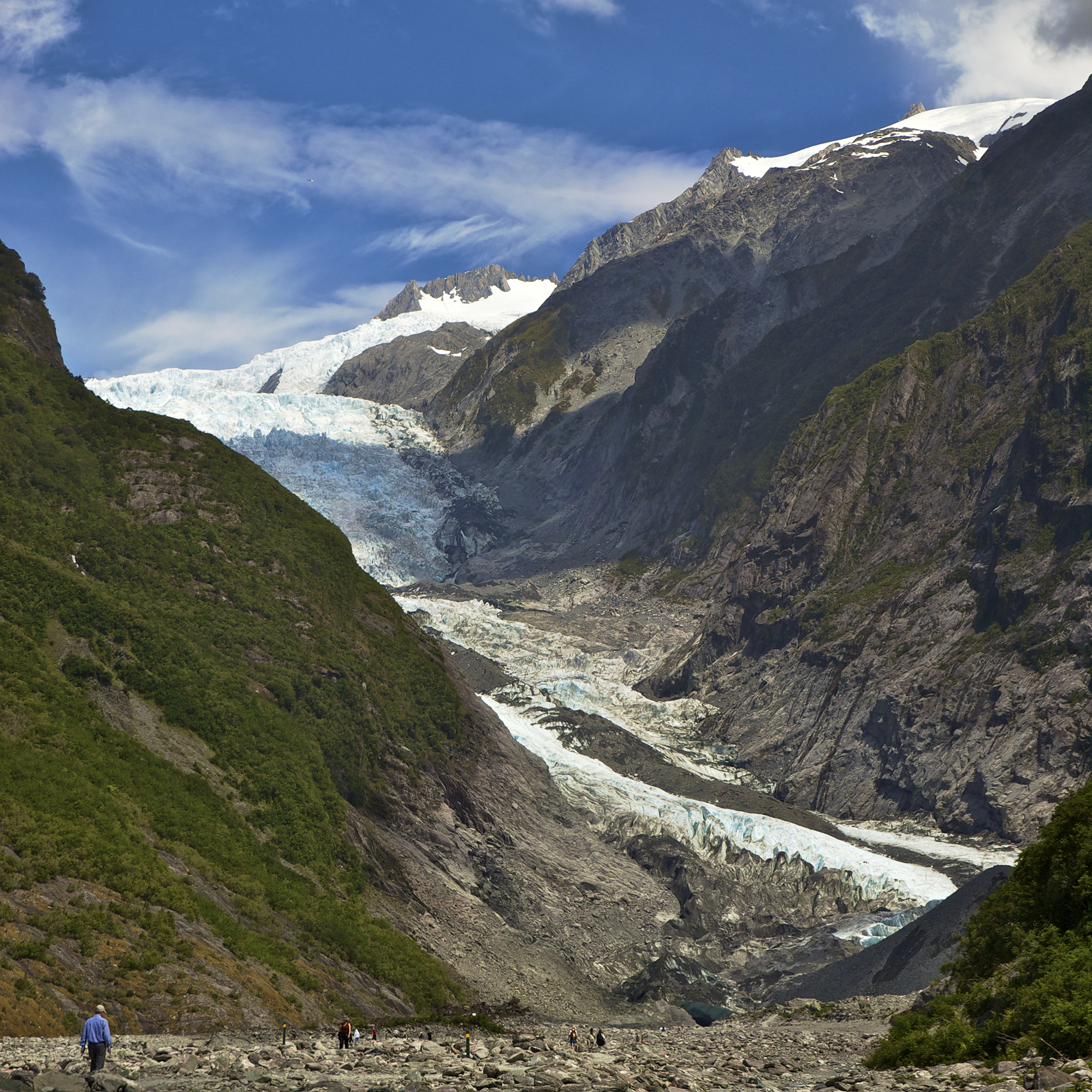
フランツ・ジョセフ氷河

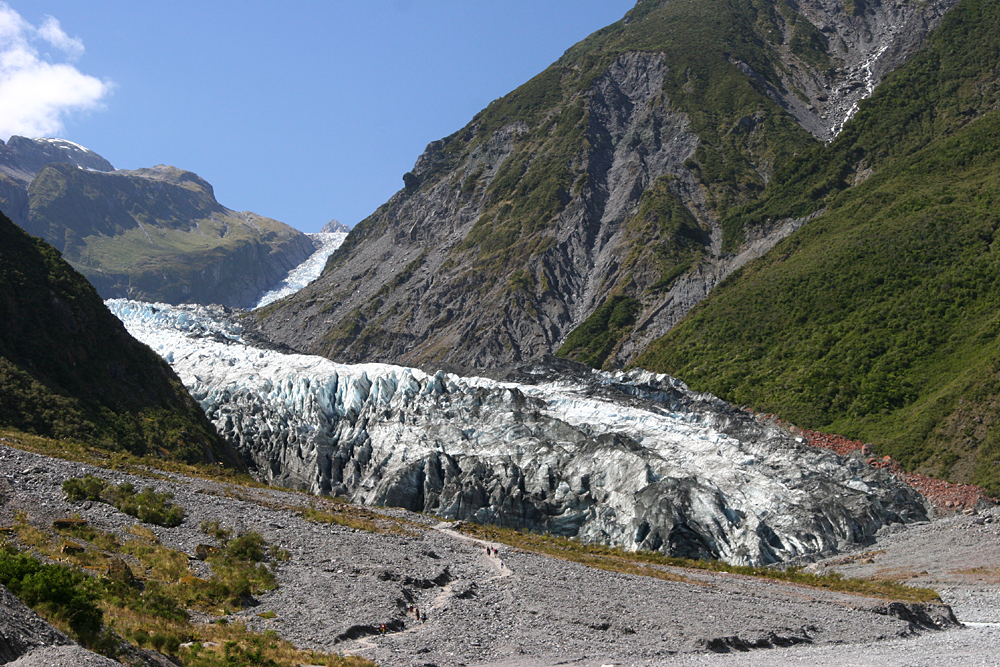
フォックス氷河

ウェストランド・タイ・ポウティニ国立公園はタスマン海からわずか10キロメートルしか離れていない。しかし、海岸線からわずか10キロメートルで2000メートルを越える急峻な山々が聳え立つ。
急峻な山々の渓谷には、2つの著名な氷河がある。1つが1865年に、オーストリア帝国の地理学者ユリウス・フォン・ハーストが探検し、皇帝フランツ・ヨーゼフ1世にちなんで名づけたフランツ・ジョセフ氷河（マオリ語：Ka Roimata o Hinehukatere）である。もう1つがフランツ・ジョセフ氷河の南25キロメートルに位置するフォックス氷河であり、こちらは、1869年から1872年にニュージーランドの首相を務めたウィリアム・フォックスにちなむ。2つの氷河は、ともに、温帯多雨林が生育しているところまで、氷河の先端が延びている。
公園内にはカンムリカイツブリ、チュウダイサギ、オカリトキーウィ、ミヤマオウムなどの鳥類が生息している。

## 歴史
現在のウェストランド・タイ・ポウティニ国立公園に最初に居住したのは、マオリ族の人々である。彼らは、ヒスイを探しているうちに、定住した。
ヨーロッパ人がこの地に退去して住むようになったのは、国立公園内で金が発見された1864年から、1865年のことであり、ピークで、鉱夫は16,000人に達した。しかし、この地域に訪れたゴールド・ラッシュは、1年半も経つと雲散霧消し、ゴーストタウンのみが残された。
この地域が観光地として脚光を浴びるのは、1900年代に入ってからのことである。公園内に残る氷河が観光の目玉となった。東に隣接するアオラキ/マウント・クック国立公園の拡張も提案されたが、1960年3月29日、独立した形の国立公園となった。1983年には、カラングア渓谷上流部が国立公園に編入され、さらに、2002年、2010年にも拡張されている。

## アクティビティ
ウェストランド・タイ・ポウティニ国立公園では、さまざまなアクティビティが行われている。トラッキング、登山、スキー、マウンテンバイク、カヤックが行われているが、この国立公園の最大の観光スポットは、2つの氷河である。2つの氷河の上を歩く氷河ウォークとは、フォックス氷河ヴァレーウォークとジョセフ氷河ウォークである。